# Tahlequah
Tahlequah ist eine Stadt im Cherokee County im US-amerikanischen Bundesstaat Oklahoma. Bei der Volkszählung 2020 hat das US Census Bureau eine Einwohnerzahl von 16.209 ermittelt.
Der Ort ist der County Seat des Cherokee County. Das Hauptgebäude der Northeastern State University befindet sich in der Stadt. Tahlequah hat innerhalb der Cherokee-Nation den Status, sowohl die Hauptstadt der Cherokee insgesamt als auch deren Teilorganisation United Keetoowah Band of Cherokee Indians zu sein.

## Herkunft des Namens

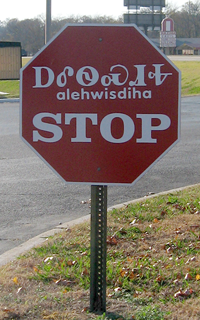
Verkehrsschild in Tahlequah mit Beschriftung auf Cherokee und Englisch

Nach einer Legende wird der Name von dem Wort Ta’ligwu der Cherokee abgeleitet, was so viel heißt wie gerade zwei oder zwei sind genug. Dabei bezieht sich das zwei auf ein Treffen der Stammesältesten, das kurz nach dem Trail of Tears (Pfad der Tränen) stattfand. Drei Stammesälteste beabsichtigten sich zu treffen, um den Ort für die Hauptstadt der Cherokee festzulegen. Zwei kamen und warteten auf den Dritten. Als es dämmerte, entschieden sie, dass zwei genug seien.
Wahrscheinlicher ist jedoch die Herleitung des Stadtnamens von einer alten im Osten gelegenen Stadt der Cherokee namens Great Tellico, die englische Schreibweise des Cherokee-Wortes Talikwa, dessen genaue Bedeutung nach James Mooney verloren gegangen ist. Dabei deuten Hinweise auf das Wort Tel-i-quah hin, was als Ebene betrachtet werden kann.

## Demografische Daten
Nach der Volkszählung des Jahres 2000 lebten 14.458 Einwohner in 5.703 Haushaltungen in der Stadt, darunter waren 3.125 Familien. Die Bevölkerungsdichte betrug danach 464,4 Einwohner pro km² bzw. 1.202,8 Einwohner pro mi². Es standen 6.425 Wohneinheiten zur Verfügung, daraus ergibt sich eine Dichte von 200,6 Wohneinheiten/km² bzw. 519,5 Wohneinheiten/mi². Die Bevölkerung bestand aus 59,01 % Angehörigen europäischer Abstammung, 26,86 % indianischer Abstammung, 2,53 % afrikanischer Abstammung, 0,53 % asiatischer Abstammung, 0,03 % stammten von Inseln des Pazifik, 4,1 % waren anderer Abstammung und 6,93 % hatten Eltern verschiedener Herkunft. 7,26 % gehörten zur spanischsprachigen Bevölkerung.
Es wurden 5.703 Haushaltungen gezählt, von denen in 26,8 % Kinder unter dem 18. Lebensjahr lebten. In 37,6 % der Haushaltungen lebten Verheiratete zusammen, 13,3 % hatten einen weiblichen Haushaltsvorstand ohne Ehemann und 45,2 % waren keine Familien. 34,2 % aller Haushaltungen wurden von allein lebenden Personen bewohnt und in 11,6 % der Haushaltungen lebten Haushaltsmitglieder mit einem höheren Alter als 65 Jahren. Die durchschnittliche Haushaltsgröße betrug 2,28 Personen und die durchschnittliche Familiengröße 3,0 Personen.
22,2 % der Einwohner sind jünger als 18 Jahre, 25,2 % zwischen 18 und 24 Jahren alt, 23,4 % zwischen 25 und 44, 16,1 % zwischen 45 und 64 und 13 % sind 65 Jahre oder älter. Der Altersdurchschnitt lag bei 26 Jahren. Auf 100 weibliche Einwohner entfielen 88,6 männliche Einwohner. Je 100 weiblichen Einwohnern über 18 Jahren stehen 82,5 männliche Einwohner über 18 Jahren gegenüber.
Das mittlere Haushaltseinkommen in der Stadt betrug 23.238 USD, das mittlere Einkommen einer Familie 34.811 USD. Männer hatten ein Durchschnittseinkommen von 25.066 USD verglichen mit 21.327 USD für Frauen. Das Pro-Kopf-Einkommen betrug in der Stadt 13.371 USD. Ungefähr 18,5 % der Familien und 26,3 % der Gesamtbevölkerung lebten unter der Armutsgrenze, darunter 28,2 % im Alter unter 18 Jahren und darunter und 12,6 % im Alter von 65 Jahren und darüber.

## Söhne und Töchter der Stadt
- Mack Easley (1916–2006), Jurist und Politiker
- Wilma Mankiller (1945–2010), Schriftstellerin und Feministin
- Marion True (* 1948), klassische Archäologin
- Chaske Spencer (* 1975), Schauspieler und Synchronsprecher